# José de Jesús Pérez de la Guardia
José de Jesús Pérez de la Guardia (Jiguaní, Oriente, Cuba, fecha desconocida-Palenque de Río, Bayamo, Cuba, 8 de febrero de 1878) fue un militar cubano del siglo XIX. 

## Síntesis biográfica
José de Jesús Pérez de la Guardia nació en la villa de Jiguaní, en el Oriente de Cuba, en una fecha hasta hoy desconocida. 
El 10 de octubre de 1868, ocurrió el Grito de Yara, el estallido de la Guerra de los Diez Años (1868-1878), primera guerra por la independencia de Cuba. 
José de Jesús participó en el alzamiento, junto a Carlos Manuel de Céspedes. Poco después, arrebató seis cañones a las fuerzas enemigas y los ubicó en el poblado de El Cobre, cerca de la muy importante ciudad de Santiago de Cuba, con la intención de atacarla. 
Ascendido a Coronel, fue puesto bajo las órdenes del Mayor general Donato Mármol, Jefe de la “División Cuba”. En 1870 fue nombrado Jefe de la “Brigada de Cambute”. Poco después, atacó dicho poblado. 
Tras numerosos combates, fue ascendido a General de Brigada (Brigadier), el 26 de enero de 1872. En 1873, fue nombrado Jefe del “Distrito de Jiguaní”. 
Tras la destitución del presidente de la República de Cuba en Armas, Carlos Manuel de Céspedes, el Brigadier Pérez de la Guardia ofreció sus tropas al depuesto presidente para recuperar el control del gobierno. Sin embargo, Céspedes se negó. Posteriormente, Pérez de la Guardia le aconsejó al depuesto Céspedes que se refugiara en la Sierra Maestra.
Poco después, Pérez de la Guardia fue destituido de su mando y pasó a deambular por la Sierra Maestra. Murió en combate contra fuerzas enemigas, en un lugar conocido como Palenque de Río, en la zona de Bayamo, el 8 de febrero de 1878. Dos días después, se firmó el Pacto del Zanjón, que puso fin a la guerra.